# Nepticulídeos
Nepticulídeos (Nepticulidae) é uma família de insectos da ordem Lepidoptera.